# Roi 5
Le roi 5 était le cinquième dirigeant de Copán après la réforme de K'inich Yax K'uk 'Mo'. Il régna de 476 à sa mort en 485.